# إيان ماكفارلين
إيان ماكفارلين (بالإنجليزية: Ian MacFarlane)‏ هو مدرب كرة قدم ولاعب كرة قدم بريطاني في مركز حراسة المرمى، ولد في 5 ديسمبر 1968 في بلزهيل ‏ في المملكة المتحدة. لعب مع هاميلتون أكاديميكال.